# Trofeu Antonietto Rancilio
El Trofeu Antonietto Rancilio és una competició ciclista italiana d'un sol dia que es disputa als voltants de Parabiago, a la Llombardia. Creat al 1957, està reservada a ciclistes menors de 23 anys i a amateurs.

## Palmarès
| Any  | Vencedor             | Segon                 | Tercer              |
| ---- | -------------------- | --------------------- | ------------------- |
| 1984 | Giuseppe Calcaterra  | Walter Brugna         | Roberto Saronni     |
| 1985 | Giuseppe Pagnoncelli | Angelo Cortini        | Marco Belotti       |
| 1986 | Enrico Pezzetti      | Angelo Savoia         | Marco Saligari      |
| 1987 | Enrico Pezzetti      | Antonio Magrì         | Giuseppe Citterio   |
| 1988 | Maurizio Tomi        | Giordano Ghilardi     | Ilario Guzzi        |
| 1989 | Gianvito Martinelli  | Mario Radaelli        | Luca Zanotti        |
| 1990 | Giovanni Lombardi    | Fausto Oppici         | Angelo Colini       |
| 1991 | Giovanni Lombardi    | Maurizio Tomi         | Ermanno Tonoli      |
| 1992 | Maurizio Tomi        | Enrico Pezzetti       | Federico Paris      |
| 1993 | Michele Zamboni      | Giuseppe Ghilardi     | Mario Traversoni    |
| 1994 | Ermanno Brignoli     | Roberto Ferrario      | Fausto Opicci       |
| 1995 | Mario Traversoni     | Antonio Tonoli        | Fabio Sacchi        |
| 1996 | Mauro Zinetti        | Simone Zucchi         | Cristian Bianchini  |
| 1997 | Fabio Borgonovo      | Riccardo Ferrari      | Daniele Zerbetto    |
| 1998 | Giorgio Bosisio      | Luigi Giambelli       | Gianluca Pullano    |
| 1999 | Nicola Chesini       | Maurizio La Falce     | Ivan Tonelli        |
| 2000 | Cristian Orsini      | Maurizio La Falce     | Stefano Chiari      |
| 2001 | Stefano Cavallari    | Alessio Ciro          | Sebastiano Scotti   |
| 2002 | Danilo Napolitano    | Paride Grillo         | Sauro Bembo         |
| 2003 | Mattia Gavazzi       | Giacomo Vinoni        | Paride Grillo       |
| 2004 | Paride Grillo        | Mauro Ruscitti        | Mattia Gavazzi      |
| 2005 | Marco Giuseppe Baro  | Manuel Donte          | Denis Sosnovtchenko |
| 2006 | Marco Giuseppe Baro  | Ricardo Escuela       | Enrico Rossi        |
| 2007 | Matteo Scaroni       | Andriy Buchko         | Vitaliy Buts        |
| 2008 | Andrea Guardini      | Alessandro Bernardini | Edoardo Costanzi    |
| 2009 | Michele Gobbi        | Luke Rowe             | Matteo Mammini      |
| 2010 | Andrea Guardini      | Alberto Gatti         | Nicola Ruffoni      |
| 2011 | Cristian Rossi       | Andrea Menapace       | Marco Zanotti       |
| 2012 | Nicola Ruffoni       | Marco Benfatto        | Nicolas Marini      |
| 2013 | Mattia Marcelli      | Nicola Ruffoni        | Alessandro Forner   |
| 2014 | Jakub Mareczko       | Caleb Ewan            | Simone Consonni     |
| 2015 | Alexander Edmondson  | Riccardo Minali       | Michele Zanon       |
| 2016 | Matteo Alban         | Leonardo Moggio       | Jalel Duranti       |
| 2017 | Gianmarco Begnoni    | Enrico Zanoncello     | Alessio Brugna      |
| 2018 | Alberto Dainese      | Leonardo Fedrigo      | Mattia De Mori      |
| 2019 | Alessio Brugna       | Ahmed Galdoune        | Leonardo Marchiori  |
| 2020 | suspesa              | suspesa               | suspesa             |
| 2021 | Matteo Zurlo         | Samuele Zambelli      | Valter Ghigino      |
| 2022 | Edoardo Zamperini    | Cristian Rocchetta    | Andrea D'Amato      |